# Лозной (Ростовская область)
Лозной — хутор в Цимлянском районе Ростовской области.
Административный центр Лозновского сельского поселения.

## География
Хутор Лозной расположен примерно в 8 км к западу от Цимлянска. Южнее хутора протекает река Дон. Ближайшие населённые пункты — хутор Рынок-Романовский, посёлок Сосенки и станица Лозновская.

## Население
| 2010 |
| ---- |
| 1767 |

## Улицы
| - ул. Аббясева - ул. Абрикосовая - ул. Виноградная - ул. Вишневая | - ул. Грушевая - ул. Зелёная - ул. Мира - ул. Прохладная | - ул. Советская - пер. Гагарина - пер. Космонавтов - пер. Лесной | - пер. Молодёжный - пер. Победы - пер. Солнечный - пер. Школьный |

## Инфраструктура
- Детский сад № 9 «Казачок»
- Детский сад № 17 «Улыбка»
- Лозновская средняя общеобразовательная школа им. Т. А. Аббясева
- Лозновская основная общеобразовательная школа[2].